# Army Men: RTS
Army Men: RTS est un jeu vidéo de stratégie en temps réel développé par Pandemic Studios et édité par The 3DO Company, sorti en 2002 sur Windows, PlayStation 2 et GameCube.

## Accueil
| Army Men RTS          |      |       |
| Média                 | Pays | Notes |
| Computer Gaming World | US   | 2.5/5 |
| GameSpot              | US   | 69 %  |
| Joystick              | FR   | 71 %  |
| PC Gamer UK           | GB   | 69 %  |
| PC Team               | FR   | 79 %  |